# Сатклиф, Розмэри
Розмэри Сатклиф (англ. Rosemary Sutcliff; 14 декабря 1920 — 23 июля 1992) — английская писательница, автор многих исторических романов.

## Биография
Сатклиф родилась в Уэст Клэндон (графство Суррей), но большую часть детства провела на Мальте и иных морских базах, на которых служил её отец, офицер ВМС Великобритании. В раннем детстве Розмэри перенесла болезнь Стилла-Шоффара, что приковало её к инвалидному креслу. Большую часть времени она проводила с матерью, которая развлекала дочь пересказом старинных кельтских и саксонских легенд. Читать будущая писательница научилась лишь к девяти годам. Полноценное начальное образование получить ей не удалось из-за постоянных переездов, а также инвалидности. В 14 лет она поступила в Бидфордскую школу искусств (англ. Bideford Art School), которую посещала в течение трёх лет. После окончания обучения она работала художником-миниатюристом.
Писательскую карьеру Сатклиф начала в 1950 с книги «Хроники Робина Гуда» (англ. The Chronicles of Robin Hood). Она написала роман «Орёл Девятого легиона» (англ. The Eagle of the Ninth), наиболее известное из своих произведений, в 1954 году. В 1959 году Сатклиф была награждена медалью Карнеги по литературе (англ. Carnegie Medal in Literature). В 1974 году была выдвинута на получение премии имени Х. К. Андерсена. Её роман «The Mark of the Horse Lord» принёс писательнице первую премию Феникс (англ. Phoenix Award) в 1985 году, а роман «The Shining Company» вторую в 2010.
Долгие годы Розмэри Сатклиф прожила в Уалбертоне, недалеко от Арудндэйла (Суссекс). В 1975 году писательница получила Орден Британской империи за заслуги в области детской литературы. В 1992 году получила титул Командора (англ. CBE).
Писательница продолжала писать до последних дней своей жизни. Сатклиф никогда не была замужем.